# Anogmoides
Anogmoides is een geslacht van vliesvleugeligen uit de familie Pteromalidae. De wetenschappelijke naam van dit geslacht is voor het eerst geldig gepubliceerd in 1970 door Askew.

## Soorten
Het geslacht Anogmoides is monotypisch en omvat slechts de volgende soort:
- Anogmoides fumipennis Askew, 1970